# Кызыл-Жылдыз (Жумгальский район)
Кызыл-Жылдыз (кирг. Кызыл-Жылдыз) — высокогорное село в Жумгальском районе Нарынской области Кыргызстана. Входит в состав Кызыл-Жылдызского аильного округа.
Расположен в 438 км юго-восточнее Бишкека.
Население в 2009 году составляло 1667 человек. Жители, в основном, занимаются животноводством.
В селе существует опасность развития процессов подтопления. В 2019 году начато строительство водохранилища, которое может вместить 50 тысяч м³ воды.
Осуществляется строительство новой школы на 225 ученических мест.